# Campo Anenehuilco
Campo Anenehuilco är en ort i Mexiko.   Den ligger i kommunen Puente de Ixtla och delstaten Morelos, i den sydöstra delen av landet, 90 km söder om huvudstaden Mexico City. Campo Anenehuilco ligger 1 014 meter över havet och antalet invånare är 443.
Terrängen runt Campo Anenehuilco är huvudsakligen platt, men åt nordost är den kuperad. Terrängen runt Campo Anenehuilco sluttar söderut. Runt Campo Anenehuilco är det tätbefolkat, med 591 invånare per kvadratkilometer. Närmaste större samhälle är Xoxocotla, 1,7 km norr om Campo Anenehuilco. Omgivningarna runt Campo Anenehuilco är en mosaik av jordbruksmark och naturlig växtlighet.